# 皇明天朝
皇明天朝，亦称大贤祖国，是指1950年至1958年期间在河北省鸡泽县等地，由九宫道首领齐近鲁为首成立的一个秘密结社政权。

## 概述
齐近鲁系河北邢台南和县齐庄村人，邯郸地区九宫道大道首。中华人民共和国成立初期，邯郸地区开展取缔会道门的活动，齐近鲁在政府明令取缔会道门时，没有登记自首，继续四处活动。从1950年开始，利用道亲道友的基础，重操旧业，图谋复辟九宫道，并积极扩充组织。齐近鲁利用原来的道亲近友和一些迷信思想严重及愚昧无知的群众，采取昼伏夜出，城乡跳跃，职业掩护，行医看病等手段，秘密活动于河北鸡泽、曲周、永年、平乡、成县、南和、沙河、任县、邯郸、邢台以及山东临清等2省10余个县、市，发展道徒数万人。
齐近鲁自命为皇帝、真龙天子，在道内立国号为“皇明天朝”（一说为大贤祖国），并封下属道首108人为一百单八祖，作为“候补皇帝”。先后在道内封有大臣150名，省官36名，州官324名，县官2916名，共有大中小道首3000多名，道徒不计其数。并且设五宫，选宫纳妃，封有正宫、东宫、西宫、南宫、北宫共5名“皇妃娘娘”，供其淫乐。齐近鲁为满足其淫逸生活，在其同伙大道首周广济、玉凤祥的支持帮助下，在各处开展“选宫”活动。利用各种手段，先后以选宫为名奸污幼女4名，青年妇女一名。被封为西宫的祁付香被多次奸污后，两次怀孕，第一次怀孕吃药把胎打掉，第二次生了一子，抱在曲周县上寨村暗养。正宫如勤书生有一子，在鸡泽县靳庄村暗养，此二子均被封为太子。利用收缴的道费，设立五大总库，存积粮款，伺机暴动。
齐近鲁及其党羽还积极制造谣言，蛊惑民心。齐近鲁在举行入道仪式和道徒集会时，不断进行反动宣传。另一道首赵老卷，在1957年2月19日一天中，就在永年县陈义村的道内聚会上提升道首70多名。他们利用当年有个农历闰八月，制造谣言，宣称“红阳尽，白阳兴，万道归一，燕南赵北建立中京”。1957年春天，齐近鲁在位于永年县陈义村的追兆红家对着数十名道首道徒宣称“今年闰八月，天下要大反大乱，外国洋人进中原 ，消灭八路军，人民解放军，人十分死九分，剩下都是咱们道人，九宫道登基立位”等，各道首听后再分头向别的道徒传播，动摇民心，干扰破坏政府的中心工作。以此制造混乱，图谋推翻中国共产党的领导，自立王朝。
九宫道为寻找保护伞，竭力瓦解基层组织，拉拢共产党员干部下水，他们以制造反革命谣言和封官许愿为手段，极力在基层组织党员和干部中发展道徒。如齐远鲁手下的大道首苏焕文，在1957年先后在鸡泽、曲周、永年3县开“皇场”3次，恢复发展道徒1500多人，其中党员干部30余人
。
1958年5月18日，鸡泽县公安局根据群众提供的线索将齐近鲁逮捕，秘密活动8年之久的九宫道被随即公安机关彻底摧毁。随后道首齐近鲁、周广济被判处死刑，剥夺政治权利终身 ，定于1959年10月27日在鸡泽刑场执行枪决；其他8名道首被判处有期徒刑。1959年10月9日齐近鲁在鸡泽刑场被执行枪决，周广济在被执行死刑之前病死于狱中。